# 2006년 한국프로야구 포스트시즌
2006 한국프로야구 포스트 시즌은 10월 8일부터 10월 29일까지 열렸다.
정규 시즌에서 3위를 차지한 한화 이글스와 5위 두산을 한 게임차로 따돌리며 4위의 성적을 기록한 KIA 타이거즈가 준 플레이오프를 치렀다. 한화가 KIA를 2승 1패로 누르면서 플레이오프 진출에 성공, 시즌 2위 현대 유니콘스와 플레이오프 경기를 가졌다. 여기서 한화가 현대를 3승 1패로 제압하면서 한국시리즈 진출에 성공했으며 2004년 12월 7일부터 2년 계약 형식으로 한화 감독에 부임한 김인식   감독은 2년 연속 포스트시즌 진출 공헌을 인정받아 포스트시즌 종료 후 3년 재계약을 맺었으나 2007년만 포스트시즌에 진출했을 뿐 2년 연속 포스트시즌 진출 실패로 인해 2009년 시즌 뒤 3년 계약 종료로 감독직에서 물러났고 두산(당시 OB) 부임 첫 해인 1995년 정규시즌 1위-한국시리즈 우승 공헌을 인정받아 그 이후 3번의 재계약을 했다. 한국시리즈에서는 정규 시즌 1위 삼성 라이온즈가 한화를 상대로 4승 1무 1패의 전적을 기록, 한국시리즈 2연패에 성공했다.

## 준플레이오프
준플레이오프에서 정규리그 3·4위를 각각 기록한 한화 이글스와 KIA 타이거즈가 격돌하였다. 한화 이글스가 KIA 타이거즈에 2승 1패를 기록하며 플레이오프에 진출하였다. 

## 경기 기록
| 일시                                                          | 경기  | 원정팀(선공) | 스코어 | 홈팀(후공)   | 개최 구장              | 개시 시각 | 관중수   | 경기 MVP              |
| ------------------------------------------------------------- | ----- | ------------ | ------ | ------------ | ---------------------- | --------- | -------- | --------------------- |
| 10월 8일(일)                                                  | 1차전 | KIA 타이거즈 | 2 - 3  | 한화 이글스  | 대전한화생명이글스파크 | 14시 00분 | 10,500명 | 김태균 (한화 이글스)  |
| 10월 9일(월)                                                  | 2차전 | 한화 이글스  | 1 - 6  | KIA 타이거즈 | 광주무등경기장 야구장  | 18시 00분 | 13,000명 | 이현곤 (KIA 타이거즈) |
| 10월 11일(수)                                                 | 3차전 | KIA 타이거즈 | 4 - 6  | 한화 이글스  | 대전한화생명이글스파크 | 18시 00분 | 10,500명 | 이범호 (한화 이글스)  |
| 승리팀 : 한화 이글스, 준플레이오프 MVP : 고동진 (한화 이글스) |       |              |        |              |                        |           |          |                       |

### 1차전
10월 8일 - 대전한화생명이글스파크
| 팀 | 1 | 2 | 3 | 4 | 5 | 6 | 7 | 8 | 9 | R | H | E | B |
| KIA 타이거즈 | 2 | 0 | 0 | 0 | 0 | 0 | 0 | 0 | 0 | 2 | 8 | 0 | 5 |
| 한화 이글스 | 0 | 0 | 0 | 1 | 1 | 0 | 0 | 0 | 1 | 3 | 7 | 0 | 4 |
| 승리 투수: 구대성 패전 투수: 한기주 세이브: 없음 홀드: 없음 홈런: KIA – 장성호 (문동환 상대로 1회 1점), 이재주 (문동환 상대로 1회 1점) 한화 – 이범호 (김진우 상대로 5회 1점) |   |   |   |   |   |   |   |   |   |   |   |   |   |

- 시구 : 정찬우 (컬투)

### 2차전
10월 9일 - 광주무등경기장 야구장
| 팀 | 1 | 2 | 3 | 4 | 5 | 6 | 7 | 8 | 9 | R | H | E | B |
| 한화 이글스                                                                                            | 0 | 0 | 0 | 0 | 0 | 1 | 0 | 0 | 0 | 1 | 8 | 0 | 3 |
| KIA 타이거즈                                                                                           | 0 | 0 | 0 | 1 | 0 | 4 | 1 | 0 | X | 6 | 8 | 1 | 4 |
| 승리 투수: 한기주 패전 투수: 류현진 세이브: 없음 홀드: 없음 홈런: KIA – 이현곤 (류현진 상대로 6회 4점) |   |   |   |   |   |   |   |   |   |   |   |   |   |

- 시구 : 배우 박신혜

### 3차전
10월 11일 - 대전한화생명이글스파크
| 팀 | 1 | 2 | 3 | 4 | 5 | 6 | 7 | 8 | 9 | R | H | E | B |
| KIA 타이거즈 | 2 | 0 | 0 | 1 | 1 | 0 | 0 | 0 | 0 | 4 | 8 | 0 | 3 |
| 한화 이글스 | 0 | 0 | 4 | 0 | 1 | 0 | 0 | 1 | X | 6 | 8 | 0 | 5 |
| 승리 투수: 최영필 패전 투수: 이상화 세이브: 구대성 홀드: 없음 홈런: KIA – 조경환 (송진우 상대로 4회 1점) 한화 – 김민재 (이상화 상대로 3회 1점), 이범호 (이상화 상대로 3회 3점, 윤석민 상대로 5회 1점) |   |   |   |   |   |   |   |   |   |   |   |   |   |

- 시구 : 개그우먼 김미려

한화 이글스, 2승 1패로 플레이오프 진출.
준 플레이오프 MVP : 고동진

## 플레이오프
플레이오프에서 정규리그 2위인 현대 유니콘스에 1차전을 내주었지만, 남은 세 경기를 모두 이기면서 한화 이글스가 한국시리즈에 진출하였다.

### 경기 기록
| 일시                                                        | 경기  | 원정팀(선공)  | 스코어 | 홈팀(후공)    | 개최 구장              | 개시 시각 | 관중수   | 경기 MVP               |
| ----------------------------------------------------------- | ----- | ------------- | ------ | ------------- | ---------------------- | --------- | -------- | ---------------------- |
| 10월 13일(금)                                               | 1차전 | 한화 이글스   | 4 - 11 | 현대 유니콘스 | 수원KT위즈파크         | 18시 00분 | 8,925명  | 이숭용 (현대 유니콘스) |
| 10월 14일(토)                                               | 2차전 | 한화 이글스   | 4 - 3  | 현대 유니콘스 | 수원KT위즈파크         | 14시 00분 | 12,058명 | 정민철 (한화 이글스)   |
| 10월 16일(월)                                               | 3차전 | 현대 유니콘스 | 4 - 5  | 한화 이글스   | 대전한화생명이글스파크 | 18시 00분 | 10,500명 | 구대성 (한화 이글스)   |
| 10월 17일(화)                                               | 4차전 | 현대 유니콘스 | 0 - 4  | 한화 이글스   | 대전한화생명이글스파크 | 18시 00분 | 10,500명 | 송진우 (한화 이글스)   |
| 승리팀 : 한화 이글스, 플레이오프 MVP : 김태균 (한화 이글스) |       |               |        |               |                        |           |          |                        |

### 1차전
10월 13일 - 수원KT위즈파크
| 팀 | 1 | 2 | 3 | 4 | 5 | 6 | 7 | 8 | 9 | R  | H  | E | B |
| 한화 이글스 | 0 | 0 | 0 | 0 | 3 | 0 | 1 | 0 | 0 | 4  | 7  | 0 | 6 |
| 현대 유니콘스                                                                                                  | 5 | 0 | 0 | 0 | 2 | 0 | 0 | 4 | X | 11 | 13 | 1 | 6 |
| 승리 투수: 미키 캘러웨이 패전 투수: 문동환 세이브: 없음 홀드: 없음 홈런: 현대 – 이택근 (지연규 상대로 5회 2점) |   |   |   |   |   |   |   |   |   |    |    |   |   |

- 시구 : 배우 윤정희

### 2차전
10월 14일 - 수원KT위즈파크
| 팀 | 1 | 2 | 3 | 4 | 5 | 6 | 7 | 8 | 9 | R | H  | E | B |
| 한화 이글스 | 2 | 0 | 0 | 0 | 1 | 1 | 0 | 0 | 0 | 4 | 11 | 1 | 6 |
| 현대 유니콘스 | 0 | 0 | 0 | 0 | 0 | 2 | 1 | 0 | 0 | 3 | 7  | 0 | 5 |
| 승리 투수: 정민철 패전 투수: 장원삼 세이브: 구대성 홀드: 없음 홈런: 한화 – 김태균 (장원삼 상대로 1회 2점) 현대 – 송지만 (권준헌 상대로 7회 1점) |   |   |   |   |   |   |   |   |   |   |    |   |   |

- 시구 : 김문수 경기도지사

### 3차전
10월 16일 - 대전한화생명이글스파크
| 팀 | 1 | 2 | 3 | 4 | 5 | 6 | 7 | 8 | 9 | R | H  | E | B |
| 현대 유니콘스 | 0 | 1 | 0 | 1 | 2 | 0 | 0 | 0 | 0 | 4 | 10 | 1 | 2 |
| 한화 이글스 | 2 | 0 | 1 | 0 | 1 | 1 | 0 | 0 | 0 | 5 | 9  | 0 | 5 |
| 승리 투수: 문동환 패전 투수: 송신영 세이브: 구대성 홀드: 없음 홈런: 현대 – 래리 서튼 (류현진 상대로 2회 1점) 한화 – 제이 데이비스 (전준호 상대로 3회 1점), 이도형 (송신영 상대로 6회 1점) |   |   |   |   |   |   |   |   |   |   |    |   |   |

- 시구 : 박성효 대전광역시장

### 4차전
10월 17일 - 대전한화생명이글스파크
| 팀 | 1 | 2 | 3 | 4 | 5 | 6 | 7 | 8 | 9 | R | H  | E | B |
| 현대 유니콘스 | 0 | 0 | 0 | 0 | 0 | 0 | 0 | 0 | 0 | 0 | 5  | 0 | 5 |
| 한화 이글스 | 3 | 1 | 0 | 0 | 0 | 0 | 0 | 0 | 0 | 4 | 10 | 0 | 2 |
| 승리 투수: 송진우 패전 투수: 미키 캘러웨이 세이브: 없음 홀드: 없음 홈런: 한화 – 김태균 (미키 캘러웨이 상대로 1회 3점) |   |   |   |   |   |   |   |   |   |   |    |   |   |

한화 이글스, 3승 1패로 한국시리즈 진출
플레이오프 MVP : 김태균

## 한국시리즈
2006 삼성 PAVV 프로야구 한국시리즈는 10월 21일부터 29일까지 모두 6차전을 벌여 삼성 라이온즈가 한화 이글스를 4승 1무 1패로 꺾고 우승했다. 한국시리즈 MVP로는 삼성 라이온즈의 박진만 선수가 차지했다.

## 중계 일정

### TV 중계

#### 준플레이오프
1차전 (10월 8일)
- KBS SKY SPORTS, SBS 스포츠

2차전 (10월 9일)
- MBC ESPN, KBS SKY SPORTS, SBS 스포츠

3차전 (10월 11일)
- MBC ESPN, KBS SKY SPORTS, SBS 스포츠

#### 플레이오프
1차전 (10월 13일)
- KBS2

2차전 (10월 14일)
- SBS

3차전 (10월 16일)
- MBC

4차전 (10월 17일)
- KBS2

## 같이 보기
- 2006년 한국프로야구